# Jans der Enikel
Jans der Enikel (Jans Jansen Enikel, † nach 1302) war ein Wiener Patrizier, Dichter und Chronist des späten 13. Jahrhunderts.

## Namensformen
Der Dichter hieß Jans, d. h. Johann bzw. Hans, nannte sich auch Jans, der Jansen enikel bzw. heren Jansen eninchel, um seine Identität als Enkel eines bekannteren Jans zu unterstreichen. Daraus ergeben sich mehrere Varianten:
- Jans der Enikel bzw. Jans der Enkel – wohl die präziseste Bezeichnung
- Jansen Enikel – die häufigste Form in der Literatur des 19. Jahrhunderts
- Jansen der Eninkel bzw. Jansen der Enenkel – auch geläufig im 19. Jahrhundert
- Jans Enikel – die häufigste Form in der zweiten Hälfte des 20. Jahrhunderts
- Enekl, Enekel, Ennichel, Enninchel, Enenckel, Enenkel – diverse veraltete Schreibweisen, teilweise aus späten Handschriften

Dazu kommen noch die Bezeichnungen Jans der Schreiber (in Wiener Urkunden der Jahre 1275–1302 belegt), Enenckel von Albrechtsberg (eine Fehlidentifikation des 17. Jahrhunderts) und Jans von Wien (ein Vorschlag aus dem Jahre 1999).

## Leben
Jans gehört zu den am besten belegten deutschsprachigen Literaten des 13. Jahrhunderts. Geboren wurde er wohl um 1230–1240. Schon sein Großvater war ein führender Patrizier der Stadt Wien. Sein Vater oder vielleicht sein Onkel, der Stadtrichter Konrad, wurde 1239 vom Fürsten Friedrich II. geehrt.
Im Jahr 1262 trat Konrads Witwe in ein Kloster ein. Mütterlicherseits war Jans mit den wichtigen Familien Paltram und Greif verwandt. Er scheint gute Beziehungen zum Wiener Schottenkloster gepflegt zu haben. Er besaß ein Haus in der Wipplingerstraße (Wildwerkerstraße). Er erscheint in Wiener Urkunden der Jahre 1271–1302, ab 1275 mit der Bezeichnung „Jans der Schreiber“, was möglicherweise auf eine Tätigkeit als Stadtschreiber hinweisen kann. Auch sein Sohn (Konrad) und Schwiegersohn (Jörg) sind belegt.
Im Jahr 1894 wurde in Wien-Ottakring (16. Bezirk) die Enenkelstraße nach ihm benannt. Auch in Linz ist eine Enenkelstraße.

## Werke

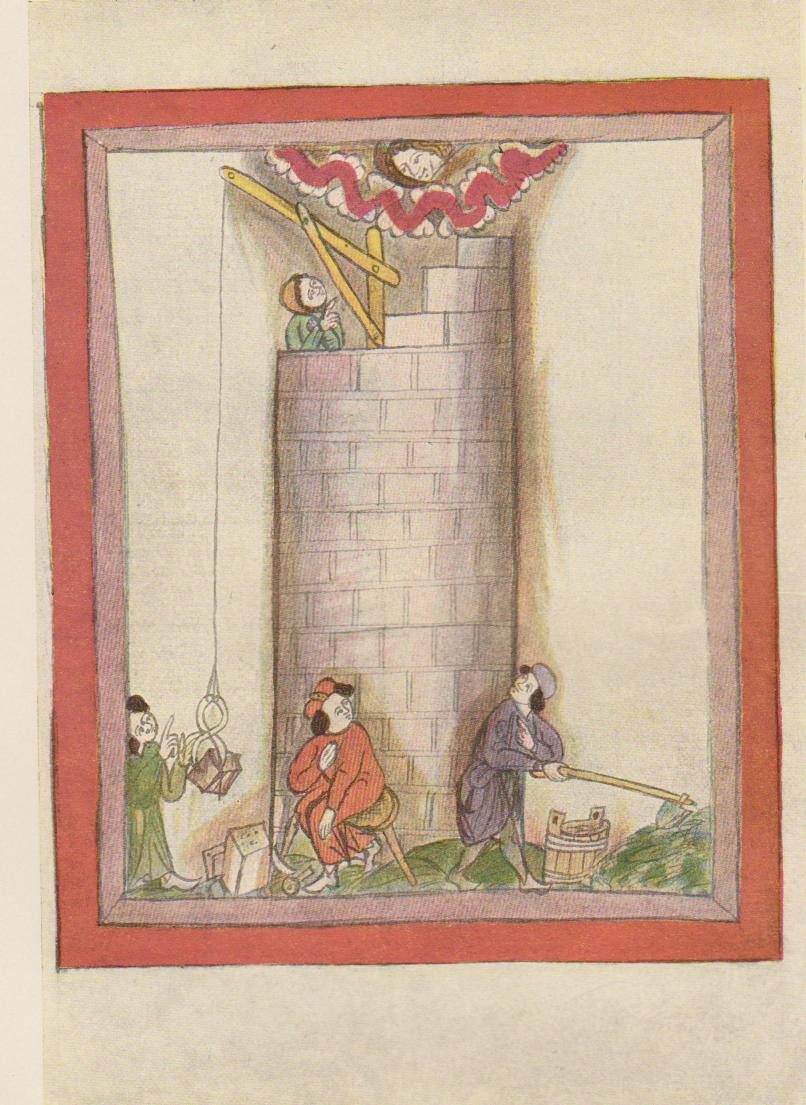
Der Turmbau zu Babel. Szene aus der Weltchronik. Nach der Handschrift 2921 der ÖNB, ehemals k. u. k. Hofbibliothek Wien (14. Jh.)

### Weltchronik
Die Weltchronik ist eine Geschichte der Welt in etwa 30 000 mittelhochdeutschen Versen (Reimpaaren), die sich in die Reihe der mittelalterlichen Weltchroniken einfügt. Sie ist spätestens 1272 begonnen, aber möglicherweise schrieb Jans noch in den 1280er Jahren daran, und er kann mehrere Fassungen angefertigt haben. Der Inhalt hebt mit dem Schöpfungsakt Gottes an, bearbeitet einen Großteil der Erzählstoffe aus dem Alten Testament, vermittelt im Anschluss daran Homerische und andere antike Stoffe, springt dann auf Karl den Großen über und berichtet weiter von der mittelalterlichen Geschichte bis zum Tod Kaiser Friedrichs II. im Jahre 1250. Dieser letzte Kaiser genießt eine der ausführlichsten Biographien in der Chronik.

„Der ditz getiht gemachet hât,

der sitzt ze Wienn in der stat

mit hûs und ist Johans genant.

an der korôniken er ez vant.

der Jansen enikel sô hiez er.

von dem buoch nam er die lêr.“

### Fürstenbuch
Jans hat sein Fürstenbuch wohl nach der Weltchronik verfasst: möglicherweise ist es also um 1280–1290 entstanden. Das Fürstenbuch ist ebenfalls in Reimpaare abgefasst und umfasst etwa 4000 Verse. Es erzählt die Geschichte der Stadt Wien von ihrer Gründung bis in das 13. Jahrhundert. Das Fürstenbuch blieb unvollendet, doch es reicht fast in die Lebzeiten des Dichters und stellt vermutlich den größten Teil vom ursprünglichen Konzept des Dichters dar.

„Ich bin Jans genant

daz getiht ich von mir selben fand

hern Jansen eninchel heize ich

des mac ich wol vermezzen mich,

daz ich ein rehter Wienner bin.“

## Bedeutung für die Literaturwissenschaft
Der Herausgeber seiner Werke, Philipp Strauch, hat Jans einen schlechten Ruf verschafft, bezeichnet er ihn doch als Reimschmied, dem jede Dummheit zuzutrauen sei. In der Tat ist Jans eher als Erzähler denn als Dichter zu loben: Die Reime sind oft weit hergeholt, aber seine überwiegend anekdotische Behandlung der Inhalte ist eine wichtige kulturgeschichtliche Quelle.
Jans ist einer der frühesten städtischen Autoren in deutscher Sprache. Als Weltchronist knüpft er an eine volkssprachige Tradition an, die vor allem durch die Kaiserchronik, die Weltchronik Rudolfs von Ems, die Sächsische Weltchronik und die Christherre-Chronik vertreten wird, doch dieser Tradition verlieh er als Patrizier völlig neue Akzente.
Vor allem in der Weltchronik bietet Jans literaturgeschichtlich interessante Motive. Unter anderem berichtet er als erster in deutscher Sprache die Geschichte der Päpstin Johanna, und auch die Geschichte von Saladins Tisch, die als literarischer Vorgänger von Lessings Ringparabel in Nathan der Weise gilt. Von großem Interesse ist die Bearbeitung von jüdischem Erzählstoff. Auch die Umschreibung von Bibelgeschichten ist häufig höchst originell.
Die Weltchronik gilt als Quelle für eine Reihe von späteren mittelhochdeutschen Werken, vor allem die Weltchronikkompilation Heinrichs von München und die deutschen Historienbibeln.
Zudem ist für die Literaturwissenschaft wichtig, dass das Fürstenbuch über sonst nicht belegte Aspekte der Geschichte des Minnesangs am Wiener Hof berichtet.

## Bedeutung für die Geschichtswissenschaft
Die Weltchronik gilt als sehr interessanter Zeuge zum Geschichtsbild des 13. Jahrhunderts sowie zum Selbstverständnis der Wiener Bürger, doch als Quelle für die dort aufgeführten historischen Ereignisse ist sie nur wenig ergiebig. Höchstens in den letzten tausend Versen, wo es um die Politik der Lebzeiten des Dichters geht, sind ihr historische Erkenntnisse abzugewinnen, etwa zu den Spannungen zwischen Wien und dem Kaiser.
Das Fürstenbuch ist der erste Versuch einer Geschichte der Stadt Wien und enthält einige interessante Informationen, etwa zur Geschichte des Berghofs. Hier findet sich auch die früheste Erwähnung der österreichischen Farben rot-weiß-rot.